# Kaarlo Koskimies
Kaarlo Koskimies (hette fram till 1906 Forsman), född 27 december 1851 i Pihlajavesi, död 1 augusti 1918 i Sääksmäki, var en finländsk pedagog, redaktör och översättare.

## Biografi
Kaarlo Koskimies, ursprungligen Forsman, föddes den 27 december 1851 i Pihlajavesi. Han var son till Oskar Wilhelm Forsman och Maria Gustava Ahlholm. Han tog studentexamen vid Vasa Lyceum(fi) 1870, blev filosofie kandidat 1875 och filosofie licentiat 1883. Koskimies arbetade som lärare i latin och grekiska vid olika läroverk, bland annat vid Hämeenlinnan lyseo från 1887 till 1918.

## Verk
- ''De Aristarcho, lexici Apolloniani fonte'' (1883)

- ''Kreikkalaisten ja roomalaisten mytologia eli jumalaistarut ja sankarisadut'' (1895)[3]

## Översättningar
- Liefde, J.B. de: Geusit (Kerjäläiset) eli Alankomaiden tasavallan perustajat (1876)
- Homeros: Odysseian kaksi ensimäistä runoa (1877)
- Goethe, Johann Wolfgang von: Faust. Murhenäytelmä. 1. osa (1884)
- Runeberg, Johan Ludvig: Lyyrillisiä runoelmia. 1–2 (1885)
- Sofokles: Antigone. Murhenäytelmä (1885)
- Vikélas, D.: Lukis Låras (1886)
- Runeberg, Johan Ludvig: Vähemmät eepilliset runoelmat (1887)
- Lübke, Wilhelm: Taiteen historia pääpiirteissään (1889–1893)
- Lukianos: "Huone" ja "Timon" (1891)
- Rydberg, Viktor: Viimeinen ateenalainen (1891)
- Topelius, Zakarias: Lukemisia lapsille. 7 (1894–1895)
- Rydberg, Viktor Abraham: Aseseppä (1895)
- Snellman, Johan Vilhelm: Valitut teokset (1896–1900)
- Aischylos: Agamemnon (1897)
- Nielsen, Anton Laurids: Katri kansanopistossa (1897)
- Topelius, Zacharias: Lukemisia lapsille. 8. osa (1897)
- Rosswally, M.L.: Rumparipoika Kalle Kolsonen Jumalan välikappaleena minun kääntymiseeni (1898)
- Platon: Gorgias (1899)
- March, Daniel: Raamatun yökohtauksia (1903–1904)
- Caine, Thomas H.H: Tuhlaajapoika (1904)
- Eucken, Rudolf: Suurten ajattelijain elämänkatsomukset (1905)
- Macleod, Mary: Shakespeare nuorisolle (1905)
- Farrar, F.W: Kolme kotia (1906)
- Sophokles: Kuningas Oidipus (1907)
- Björnson, Björnstjerne: Magnhild (1914)
- Xenofonin Anabasin sanakirja (1879)
- Ahlman, Frans Ferdinand: Ruotsalais-suomalainen sanakirja (1885)[3]